# دین اندروز
دین اندروز (انگلیسی: Dean Andrews؛ زادهٔ ۶ اوت ۱۹۶۳) بازیگر اهل بریتانیا است. وی از سال ۲۰۰۱ میلادی تاکنون مشغول فعالیت بوده‌است.
از فیلم‌هایی که وی در آن‌ها نقش داشته‌است، می‌توان به ایست‌اندرز، در بستر هم‌آغوشی، حادثه، تابستان عشقی من، بی‌حیا، خیابان، پزشک‌ها، ورا آدمکشان میدسامر، ترفندهای نو، شاهد خاموش، پدر براون و آگاتا و حقیقت قتل اشاره نمود.